# Gabriel Andrade Janot Pacheco
Gabriel de Andrade Janot Pacheco (Oliveira, Minas Gerais) é um engenheiro civil brasileiro, formado pela UFMG em 1937 e que participou da criação de duas grandes empresas de Minas Gerais: a Companhia Vale do Rio Doce e da Usiminas, instaladas respectivamente em Itabira e Ipatinga.
Viveu em sua cidade natal até os cinco anos de idade, tendo escolhido a engenharia como profissão por influência do pai, que também era engenheiro, e pela facilidade que tinha em relação à matemática.
Após se formar, iniciou sua carreira profissional no sul de Santa Catarina, em uma empresa de carvão de pedra. Trabalhou em Bauru, São Paulo, como engenheiro da Estrada de Ferro Noroeste do Brasil, sendo depois transferido pela empresa para exercer atividades em Campo Grande, Mato Grosso do Sul. Nacionalista, foi um apoiador de campanhas como a da defesa do petróleo. 
Já em Belo Horizonte foi diretor da Indústria e Comércio de Minério e membro da Sociedade Mineira de Engenheiros, entidade muito influenciada pela Escola de Minas de Ouro Preto. Entre o final da década e 1940 e início da década de 1950, Janot foi convidado para ser diretor da Associação Comercial de Minas Gerais, sendo ao mesmo tempo presidente da Comissão de Transportes. 
Em 25 de abril de 1956, como fundador; Janot Pacheco elaborou a constituição societária e legal da Usiminas. Depois de participar ativamente da implantação da siderúrgica, acompanhando de perto o rápido crescimento do município de Ipatinga, foi escolhido para ser o diretor administrativo da empresa; e posteriormente Diretor Comercial por duas vezes.